# Dale Dye
Dale Adam Dye Jr. (Cape Girardeau, 8 ottobre 1944) è un attore, militare e conduttore radiofonico statunitense.

## Biografia
Dale Adam Dye Jr. nasce a Cape Girardeau, nel Missouri, l'8 ottobre 1944 da Dale Adam Dye Sr., venditore di liquori di St. Louis, e Della Grace Koehler. Trascorre la giovinezza visitando assieme al padre alcune taverne della classe operaia, dove ascolta diverse storie di guerra raccontate da reduci della seconda guerra mondiale. In particolare rimase colpito dal racconto di un uomo che aveva combattuto nella guerra del Pacifico al fianco dei Marines e, in seguito, dopo aver visto un documentario sulla battaglia di Iwo Jima, decise di intrapendere la carriera nei Marines. 
Prima di intraprendere la carriera militare, si diploma presso la Missouri Military Academy.
Presta servizio nei Marines degli Stati Uniti, combattendo nella guerra del Vietnam e raggiungendo il grado di capitano. 
Congedatosi nel 1984 fonda in California la Warriors inc., una compagnia specializzata nel reperire ed istruire attori per film di genere bellico, e, nel 1986, inizia la sua carriera di attore, interpretando il capitano Harris nel film di Oliver Stone Platoon.

## Vita privata
Si è sposato tre volte: prima con Margaret Chavez, da cui ha divorziato nel 1979; poi nel 1983 con l'attrice Kathryn Clayton, da cui pure ha divorziato; dal 2006 è sposato con l'attrice Julia Rupkalvis.

## Filmografia parziale

### Cinema
- Invaders (Invaders from Mars), regia di Tobe Hooper (1986)
- Platoon, regia di Oliver Stone (1986)
- La favorita (The Favorite), regia di Jack Smight (1989)
- Vittime di guerra (Casualties of War), regia di Brian De Palma (1989)
- Nato il quattro luglio (Born on the Fourth of July), regia di Oliver Stone (1989)
- Always - Per sempre (Always), regia di Steven Spielberg (1989)
- Apache - Pioggia di fuoco (Fire Birds), regia di David Green (1990)
- La quarta guerra (The Fourth War), regia di John Frankenheimer (1990)
- JFK - Un caso ancora aperto (JFK), regia di Oliver Stone (1991)
- Trappola in alto mare (Under Siege), regia di Andrew Davis (1992)
- Tra cielo e terra (Heaven & Earth), regia di Oliver Stone (1993)
- Cara, insopportabile Tess (Guarding Tess), regia di Hugh Wilson (1994)
- Blue Sky, regia di Tony Richardson (1994)
- Assassini nati - Natural Born Killers (Natural Born Killers), regia di Oliver Stone (1994)
- Il terrore dalla sesta luna (The Puppet Masters), regia di Stuart Orme (1994)
- Virus letale (Outbreak), regia di Wolfgang Petersen (1995)
- Trappola sulle Montagne Rocciose (Under Siege 2: Dark Territory), regia di Geoff Murphy (1995)
- Sergente Bilko (Sgt. Bilko), regia di Jonathan Lynn (1996)
- Mission: Impossible, regia di Brian De Palma (1996)
- Ancora più scemo (Trial and Error), regia di Jonathan Lynn (1997)
- Starship Troopers - Fanteria dello spazio (Starship Troopers), regia di Paul Verhoeven (1997)
- Salvate il soldato Ryan (Saving Private Ryan), regia di Steven Spielberg (1998)
- Regole d'onore (Rules of Engagement), regia di William Friedkin (2000)
- Spy Game, regia di Tony Scott (2001)
- The Great Raid - Un pugno di eroi (The Great Raid), regia di John Dahl (2005)
- Music Within, regia di Steven Sawalich (2007)
- Innocenti bugie (Knight and Day), regia di James Mangold (2010)
- L'amore all'improvviso - Larry Crowne (Larry Crowne), regia di Tom Hanks  (2011)
- Anarchia - La notte del giudizio (The Purge: Anarchy), regia di James DeMonaco (2014)
- Planes 2 - Missione antincendio (Planes: Fire & Rescue) (2014) - voce
- Sniper - Forze speciali (Sniper: Special Ops), regia di Fred Olen Ray (2016)
- Era mio figlio (The Last Full Measure), regia di Todd Robinson (2020)

### Televisione
- JAG - Avvocati in divisa (JAG) - serie TV, 2 episodi (1995-1998)
- Band of Brothers - Fratelli al fronte (Band of Brothers) – miniserie TV (2001)
- Falling Skies – serie TV (2011-2015)
- L'ammutinamento del Caine - Corte marziale (The Caine Mutiny Court-Martial), regia di William Friedkin – film TV (2023)

## Doppiatori italiani
Nelle versioni in italiano delle opere in cui ha recitato, Dale Dye è stato doppiato da:
- Sandro Iovino in Nato il quattro luglio, Blue Sky, L'amore all'improvviso - Larry Crowne
- Luciano De Ambrosis in Band of Brothers - Fratelli al fronte, Cold Case - Delitti irrisolti, Falling Skies (st. 2-3)
- Sandro Sardone in Vittime di guerra, Tra cielo e terra
- Dario Penne in Salvate il soldato Ryan, Era mio figlio
- Dario De Grassi in Apache - Pioggia di fuoco, Falling Skies (st. 1)
- Claudio Fattoretto in Always - Per sempre
- Alessandro Rossi in Trappola in alto mare
- Michele Kalamera in Assassini nati - Natural Born Killers
- Cesare Barbetti in Virus letale
- Silvio Anselmo in Sergente Bilko
- Sergio Matteucci in Mission: Impossible
- Sergio Graziani in Regole d'onore
- Renzo Stacchi in Una donna alla Casa Bianca
- Carlo Reali in Innocenti bugie
- Domenico Crescentini in Anarchia - La notte del giudizio

Da doppiatore è sostituito da:
- Gianni Giuliano in Planes 2 - Missione antincendio